# 埃庫昂城堡

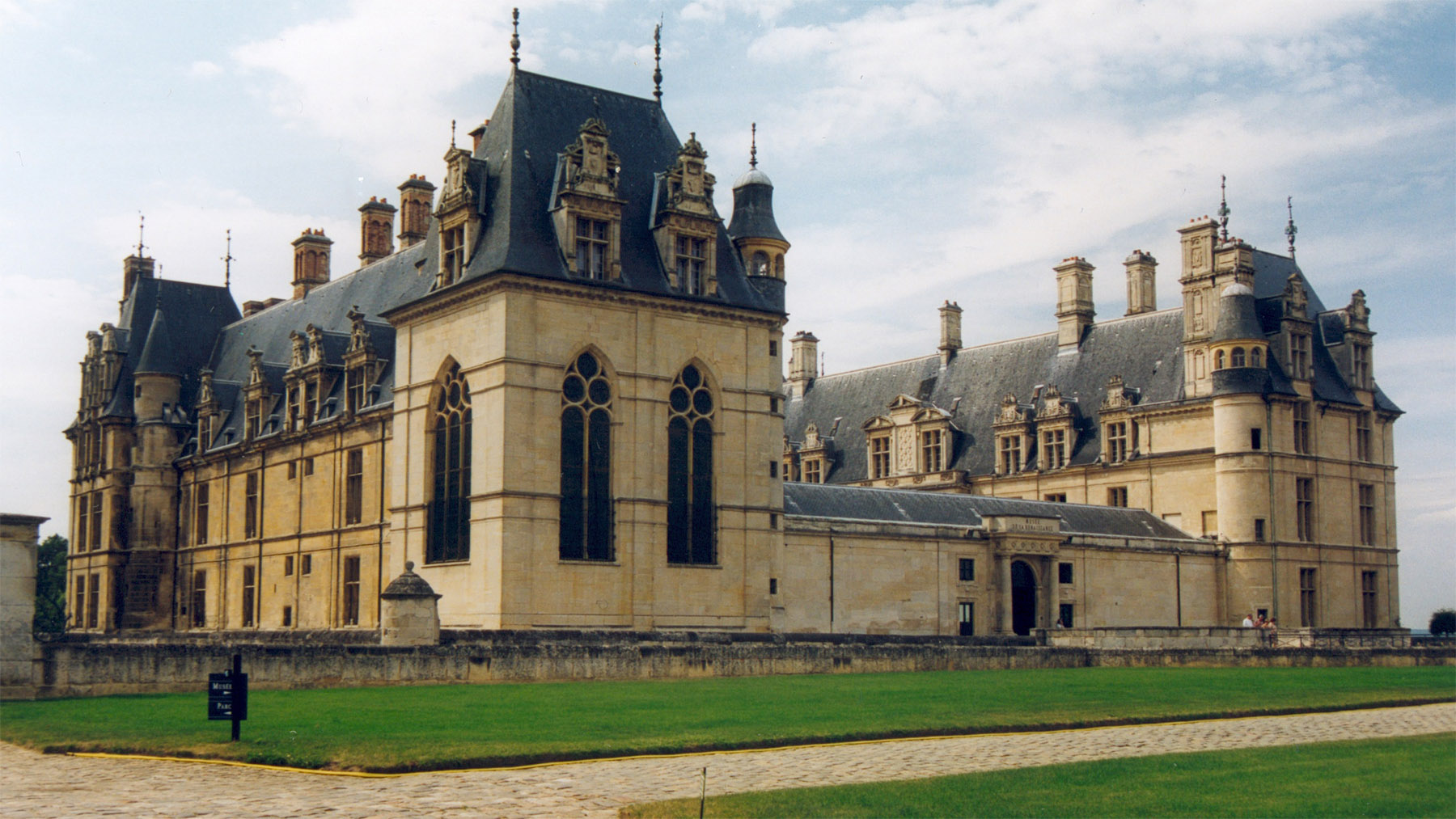

埃庫昂城堡（法語：Château d'Écouen）是位於法國首都巴黎北郊城市埃庫昂的一座城堡。城堡修建於1538年至1550年期間。

## 外部連結
- Official website of the Musée national de la Renaissance （页面存档备份，存于）
- Château d'Ecouen, National Museum of the Renaissance  - The official website of France （英文）
- Château d’Écouen （页面存档备份，存于）
- Château d’Écouen and history, lot pictures, in french   （页面存档备份，存于）

49°01′03″N 2°22′42″E / 49.01750°N 2.37833°E